# Hydroptila manavgatensis
Hydroptila manavgatensis är en nattsländeart som beskrevs av Cakin och Malicky 1983. Hydroptila manavgatensis ingår i släktet Hydroptila och familjen smånattsländor. Inga underarter finns listade i Catalogue of Life.